# Società per gli studi della tradizione locale (Ciuvascia)
La Società per gli studi della tradizione locale (in russo Общество изучения местного края?, in ciuvascio Тăван ене тĕпчекен пĕрлĕх) è un'associazione con sede a Čeboksary che studia e approfondisce il territorio locale. È ubicata presso il Museo nazionale ciuvascio e pubblica dati scientifici sul territorio. Divulga la cultura della Ciuvascia.

## Storia
La società è stata fondata il 12 febbraio 1921 all'interno del Museo nazionale ciuvascio di Čeboksary. Il 16 aprile successivo ne è stato approvato lo statuto.
Negli anni trenta i membri della società sono stati accusati dal regime di essere troppo nazionalisti e borghesi, per cui hanno subiro repressioni e la società stessa ha cessato di esistere; è poi stata rifondata nel 1991.